# By The Sword

By The Sword est une chanson de l'album Slash du guitariste Slash chantée par Andrew Stockdale du groupe Wolfmother. Cette chanson est lancée comme single le 16 mars 2010.

## Histoire
La chanson fut jouée en direct pour la première fois le 22 novembre 2009 à Los Angeles lors d'un concert de Slash & Friends. Slash fut rejoint sur scène par Andrew Stockdale, Dave Navarro, Chris Chaney et Travis Barker.
Le 6 avril 2010, Slash et Andrew Stockdale ont joué "By The Sword" en direct à la télévision américaine dans le show de Jay Leno, The Tonight Show.
Le vidéo-clip pour cette chanson a été tourné dans un décor futuriste à la Mad Max.

### By The Sword
- Slash - guitares
- Andrew Stockdale - chant
- Chris Chaney - basse
- Josh Freese - batterie et percussions